# Ronnie Radke
Ronald Joseph Radke
(Nevada, 15 de dezembro de 1983) é um cantor,  compositor, músico e produtor norte-americano. Ele é o fundador e atual vocalista da banda Falling in Reverse, e também ex-vocalista e um dos fundadores da banda Escape the Fate. Ele é considerado como "The King Of The Music Scene". Seu álbum mais recente lançado foi Popular Monster, com o Falling in Reverse.
Radke foi acusado de homicídio em 2006 e condenado em 2008 por falta de liberdade condicional eficaz, ele também tinha um vício em drogas grave. Ele foi liberado da prisão em dezembro de 2010 e atualmente esta totalmente sóbrio e deixou seus vícios de drogas de lado. Ele é caracterizado como o principal autor e compositor das bandas que participou. Por esta razão, sua saída do Escape The Fate gerou nos ultimos anos muitas discussões polêmicas criadas pelos fãs, que são participantes da rivalidade entre Radke e sua antiga banda. No entanto, em 2014 Radke e o Escape the Fate se reconciliam e juntamente ao Falling in Reverse saíram na turnê Bury the Hatchet tour.
Em maio de 2013, Ronnie Radke estreou sua carreira solo como rapper com a canção, "The Fairweather Fans", seguido por outros singles, e logo mais foi anunciando sua mixtape Watch Me que era prevista para 2014. Sua inspiração para seu álbum metal & hip-hop, Fashionably Late, se tornaram roupas com a Hood$ Up.

## Infância e juventude
Ronald Joseph Radke nasceu em 15 de Dezembro de 1983 no hospital Saint Rose em Las Vegas, Nevada nos Estados Unidos.
Sua mãe costumava bater frequentemente nele quando ainda criança, ela abandonou a família quando Ronnie ainda era jovem por razões desconhecidas. Ronnie teve madrastas abusivas, e por esse fato e de sua mãe, acabou criando um certo desrespeito por mulheres. Chegou até a fazer uma tatuagem sobre o caso, "uma coruja segurando a cabeça de uma mulher decapitada", mas ele conta  que com o tempo foi crescendo e conhecendo garotas e assim aprendendo a respeitar as mulheres. Seu pai era viciado em drogas, porém mais tarde ele largou as drogas e se tornou um cristão devoto e sóbrio, logo mais tarde se tornou presidente de uma gangue de motoqueiros. Ronnie Radke foi criado em uma família pobre com seu pai, avó e seu irmão mais velho.
No colégio, ele era intimidado pelas outras crianças por seu estilo diferente de se vestir ao usar roupas apertadas e as camisas muito pequenas, mas muitas vezes ele se deu bem com algumas pessoas por causa de seu interesse em rap.
Ronnie aprendeu a tocar piano e guitarra em suas primeiras bandas. No começo, ele começou tocando músicas do Blink 182 na guitarra , a primeira música que ele aprendeu foi "Dammit". Ele formou várias bandas, enquanto estava no ensino médio. Radke fugiu de casa para tocar na sua primeira banda com o seu amigo Mitch chamada "3.0." que "soava exatamente como Blink 182" de acordo com Ronnie Radke. Ele morou com Mitch e sua mãe por um período de tempo. O logotipo da banda foi feita em tinta com o desenho  das Tartarugas Ninja. Eles tocaram alguns shows em vários locais, como o badalado Huntridge em Las Vegas. Depois da banda, Ronnie Radke se mudou de volta para casa de seu pai e disse que saiu da escola, porém re-entrou em seguida para logo mais sair novamente. Ronnie Radke declarou em uma entrevista a Alternative Press, "Eu simplesmente não conseguia prestar atenção por algum motivo, eu só sonhava sobre tudo o mais que eu deveria estar fazendo". Ronnie Radke mais tarde teve uma nova banda chamada "Lefty", juntamente ao lado de Robert Ortiz, com o qual  estava participando de um show de talentos e foi onde conheceu Max Green (da banda Almost Heroes) que estava em outra banda.
Quando Ronnie Radke derrubou o microfone no chão foi Max quem pegou para ele enquanto eles estavam no palco e acabaram se tornando amigos. Mais tarde juntamente a Max Green, ele formou a banda "True Story" onde até chegaram a fazer uma demo que inclui a música "This Is not The End" (Listen Up! atualmente com Falling in Reverse), porém eles terminaram a banda mas tarde.
"Listen Up!" foi escrito por Radke em 1998 quando  tinha 15 anos de idade, assim como "Besides the Issues" e "The Worst Time". Em 2001, Ronnie contatou seu amigo, o produtor Michael "Elvis" Baskette, e gravou as músicas "Listen Up!", "The Worst Time" e "The Departure", tanto instrumentação registrados todos juntos, Ronnie também compôs os temas para "As You're Falling Down", "Make up" e "Not Good Enough for Truth in Cliche" que foram gravados em 2005, juntamente ao Escape The Fate.
Ronnie lançou "Listen Up!" (Originalmente chamado "This Is not The End") em 2 de janeiro de 2009, na página do MySpace do Falling in Reverse, causando polêmica pois foi alegado que a música soava como "uma canção pop punk", que irritou alguns fãs que acreditavam que a banda havia mudado seu estilo. Em janeiro de 2011, Falling in Reverse esclareceu as origens da música, afirmando que ela foi escrita por Ronnie Radke muito antes de Escape the Fate ou Falling in Reverse e que a música não seria incluída em seu álbum ou como parte de seu setlist. Em 2008, no Taste of Chaos Tour, Ronnie participou com a banda Blessthefall, e fez os Guturais durante a canção "Guys Like You, Make Us Look Bad". Beau Bokan, o vocalista do Blessthefall anunciou que o seu álbum teria a participação de Ronnie em uma canção no álbum "Awakening", embora a participação de Ronnie não tenha acontecido.

## Carreira

### 2004-2008:Escape the Fate e prisão
Ronnie juntamente a Max Green conheceram Bryan Money na escola, que viu que Ronnie Radke era um bom cantor, e o chamou para formar uma banda com ele e Max Green. No ano de 2004 formaram a banda Escape the Fate junto ao guitarrista Omar Espinosa e o baterista Robert Ortiz. Em apenas um mês, já eram sucesso em rádios locais na cidade e assim, rapidamente, se tornaram sucesso no país. Em setembro de 2005, eles ganharam um concurso de uma rádio local julgado por My Chemical Romance, que deu a oportunidade de abrir um show da banda que estava em turnê com Alkaline Trio e Reggie and the Full Effect. A banda gravou a demo Escape The Fate EP, com que sua música expandiu e logo conseguiu a admiração de muitas gravadoras, assinaram no início de 2006 com a Epitaph Records. Assim lançaram o seu primeiro EP de cinco canções intitulado "There's No Sympathy for the Dead". Em 26 de setembro de 2006, a banda lançou seu primeiro álbum, "Dying Is Your Latest Fashion". Foram lançados como single as canções "Not Good Enough for the Truth in Cliche" e "Situations". O álbum da banda Dying is Your Latest Fashion alcançou nas paradas da Billboard a posição #12 na categoria Heatseekers Albums e #19 na categoria Independent Albums.
Durante Setembro de 2006, Ronnie deixou a banda por algumas semanas para ser enviado para a prisão por envolvimento em uma luta que levou a morte de Michael Cook. Então ele foi substituído temporariamente pelo vocalista Craig Mabbitt, porém ele voltou mais tarde para a banda. Foi então revelado também mais tarde que Ronnie era dependente de drogas e tinha vários outros problemas. Os membros da banda tentaram se reconciliar com Radke, mas ele não estava muito interessado em voltar em termos amigáveis o que gerou várias discussões devido ao fato de ele ter sido traído e chutado pela banda, pois Radke foi acusado de algo que ele não fez e sendo o único preso pelo acontecimento.
Mais tarde então em meados de 2008 Ronnie Radke foi expulso oficialmente da banda. A banda esclareceu que Ronnie foi expulso devido a problemas que faziam com que a banda fosse perdendo sua promoção internacional, pois Ronnie não poderia deixar o país. Após, o julgamento Ronnie foi indiciado e não poderia deixar o estado, sendo este um fator importante em sua expulsão. Em uma entrevista concedida na prisão, Ronnie disse que os verdadeiros culpados seriam Chase Rader e Max Green, o primeiro por estar armado no momento da luta, e o segundo por ter sido causador da luta. Mas os dois foram absolvidos alegando legítima defesa. Ronnie foi condenado a 4 anos de prisão em um centro de reabilitação em Las Vegas, tendo saído somente em 12 de dezembro de 2010.
| “ | (...)droga, mas toda essa situação com a minha banda contra mim, embora um deles seja tão culpado quanto eu sou. E pode parecer estranho ou ilógico, mas eles me acusaram de algo que eu não fiz, e eu sou a única pessoa que está pagando por isso, e a pior coisa é que Max Green, um amigo que eu conheço há mais de 9 anos voltou-se contra mim, ele não merece estar em liberdade condicional, isso não é justo, ele deveria estar comigo, não importa o que acontece, e o que acontece?, a droga estava comigo e assim que descobriu que eu provavelmente iria para a prisão por violar a minha liberdade condicional fui expulso da banda. Meus amigos são a minha vida e eu sou grato por meu amigo Dan não ir para a prisão, o que as pessoas não sabem é que, se não fosse por Max a luta nunca aconteceria, eu sempre estava lá para o Max, ele é um cara jovem, não é bem mais jovem do que eu, mas menor, eu sempre era como o seu irmão mais velho, foi para a reabilitação e ficou limpo de drogas, mas mesmo se você não quer dizer, Max que me deu drogas mais uma vez, eu disse que não, e não o culpo, mas é difícil quando você está em turnê com alguém como aquele com a qual cresceu mais de 9 anos, foi trancada no armário para usar drogas por causa de seu vício, é hábil a esconder, nunca ninguém o acusou de usar drogas | ” |

Desde que Ronnie foi expulso do Escape The Fate muitos conflitos e discussões polêmicas foram geradas pelos seus fãs, que são participantes da rivalidade entre Radke e sua antiga banda, e principalmente com o atual vocalista Craig Mabbit. Varios fãs visam Ronnie como o próprio Escape The Fate e quando ele saiu da banda foi como se ela tivesse acabado, e até mesmo Ronnie se referiu a isso em entrevista, como "eu era a banda". Em entrevista Ronnie diz que cortou todos os laços com seus antigos companheiros de banda. Ele afirma também que não há um único membro original ainda na banda e não sabe porque eles ainda continuam tocando com esse nome. Em show várias vezes Ronnie insulta Craig e a plateia o insulta junto com todos gritando "Craig Sucks Dick". Radke também afirma que Craig é um péssimo vocalista e do quanto a sua voz é tunada [auto-tune]. Ele diz "Você pode tirar o vocalista de uma banda que já tem sucesso, podem colocar um novo vocalista e vestir ele exatamente da mesma forma pra tentar enganar os fãs. Mas não da certo. Essa molecada consegue ver isso, pelo menos é nisso que eu acredito."
| “ | (...)e eles tentaram escrever para gente e falar que somos amigos agora... O Craig tentando escrever para minha banda para curtir um tempo juntos. Ele estava fazendo isso só pra me provocar. Queriam me quebrar e querem continuar me quebrando, mas isso não vai acontecer. Especialmente quando a gente vê a merda que é o Escape The Fate Hoje. | ” |

### 2008-presente:Radke retorna com Falling in Reverse
Ronnie já havia em mente uma nova banda desde o final de 2006 devido aos problemas surgidos, então após ser expulso oficialmente em 2008 do Escape the Fate, em dezembro do mesmo ano Ronnie Radke, com a ajuda de Nason Schoeffler formaram uma banda chamada "From Behind These Walls", que foi renomeada logo mais tarde como Falling in Reverse. Depois de dar a notícia de uma nova banda, Radke foi condenado a permanecer preso, porém enquanto estava na prisão continuou fazendo contatos com vários músicos do lado de fora e ainda chegou a gravar uma demo. Mas ele só chegou a deixar a prisão somente em dezembro de 2010. Então foi anunciado o início de novas gravações com a sua nova banda, preparando para seu álbum de estreia  Mais tarde começaram lançando seu primeiro single "Raised By Wolves", seguido por  "The Drug In Me Is You" e "Pick Up the Phone", eles fazem parte do álbum "The Drug In Me Is You" que foi lançado em 26 de julho de 2011, através de Epitaph Records. Estreando no final de junho, o vídeo para a canção "The Drug In Me Is You". Em 17 de outubro de 2011, foi lançado em vídeo "I'm Not a Vampire", o mês em que teve que cancelar uma turnê com o Black Veil Brides, por um acidente sofrido cantor Andy Biersack porém anunciou uma turnê para dezembro. Mas tarde lançaram dois novos clipes em 2012. Em janeiro de 2012 o baixista  Mika Horiuchi criou problemas com Radke, que levou a sua expulsão da banda. A partir disto a banda é composta pelos guitarristas Jacky Vincent e Derek Jones, o baixista Ron Ficarro, o baterista Ryan Seaman e é claro Ronnie Radke como vocalista.
A partir de maio de 2012 Ronnie Radke já veio insinuando em seu Twitter que já estariam trabalhando em seu segundo álbum de estúdio da banda. Ele e seu companheiro de banda Ron Ficarro postaram fotos deles no estúdio com Ryan Ogren trabalhando em algumas músicas novas. Ele também havia citado um pouco sobre o novo álbum ao Marshall Music News.
Em novembro de 2012 Ronnie Radke baniu a banda I See Stars da The Thug In Me is You Tour por eles estarem com maconha na van, e assim a banda inteira foi presa por posse de drogas. Ronnie que esta sóbrio há 4 anos afirmou que  baniu a banda porque ele não queria usuários de drogas junto ao seu ambiente. No final de 2012, Ronnie Radke revelou a revista Kerrang! de número 1442 que o álbum esta já está terminado. Ele afirmou "O álbum está finalizado" Foi isso o que fizemos após a Warped Tour [que terminou em agosto]. Nós não contamos à ninguém 'Nós queríamos que fosse, tipo, BOOOM!' E ele está melhor que tudo. Vocês vão ver". Porém segundo a revista os outros membros da banda interromperam Radke antes de ele disser o nome do álbum e uma data de lançamento especifica, ele apénas disse "[será lançado] no início do próximo ano [verão 2013]!".
Em 7 de maio de 2013 foi lançado o primeiro single de seu novo álbum, Fashionably Late, com a faixa "Alone". Radke que desde pequeno, alem do heavy metal, também se interessava pelo hip-hop chocou ao lançar seu novo single que é uma canção de metalcore semelhante ao seu antigo som, com elementos de rock e rap eletrônicos misturados.  Radke afirmou que ele foi inspirado por Dr. Dre e seu álbum The Chronic, e planeja misturar outras canções do álbum com sons semelhantes. Num comunicado de imprensa, Radke afirmou que "Alone" foi: "... Tudo o que eu sempre quis dizer a todos esses tuiteiros que falam merda... [e] eu quero deixar claro a todos os que dedicam suas vidas a apenas um gênero de música que vocês estão tornando suas vidas mais miseráveis".
Em 13 de maio Falling in Reverse teve de cancelar algumas datas da turnê do álbum, Fashionably Late, porque a esposa de Radke, Crissy Henderson estava prestes a dar à luz ao primeiro filho do casal e ele precisa estar ao lado dela. Mais tarde, foram lançados os singles "Fashionably Late" e "Born To Lead", seguido por seu segundo álbum com a banda, Fashionably Late, lançado em 18 de julho de 2013, pela Epitaph Records.

### 2013-presente:Carreira solo
Em 31 de maio de 2013 Radke lançou em seu canal pessoal no YouTube sua primeira canção como rapper solo intitulada "The Fairweather Fans". A canção é descrita como "uma música que Ronnie fez dedicada a todas as pessoas que não acreditavam nele". No dia 1 de junho, ele lançou sua segundo canção solo, "What Up Earth?". Logo mais tarde, vazou uma "diss" antiga que Radke teria feito para a banda I See Stars que nunca havia sido publicada. A diss teria sido publicada no canal da Sumerian Records sendo intitulada "I Wash Cars", porém foi apagada horas depois indicando a violação de direitos autorais. Em 4 de julho Radke lançou a canção "Black List" com a participação de B. Lay.
A partir de agosto de 2013, Ronnie volta aos estúdios para iniciar as gravações de seu álbum solo. O disco contara conta com vários convidados especiais, e sera produzido por Charles "Kallaghan". Entre os convidados especiais estão Trace Cyrus, Andy Biersack, Danny Worsnop, Jacoby Shaddix.

## Vida pessoal
Ronnie Radke foi casado com a atriz e modelo da Playboy Crissy Henderson. A primeira filha de Radke e Henderson, Willow Grace Radke, nasceu em 11 de junho de 2013. Ronnie separou-se de Crissy pouco depois de sua filha nascer, ela comentou que ele a traiu durante a gravidez, Radke diz que sentia muito e se arrependia. Depois namorou Jenna King, mas encerraram o relacionamento.
| “ | Nunca soube respeitar uma mulher porque nunca tive uma mãe e até pouco tempo, nunca tive uma mulher estável na minha vida, então ver minha filha nascendo da minha esposa foi algo gigantesco para mim. Tudo o que eu sempre busquei estava ali, na minha frente. Cheguei ao ponto em que os médicos me fizeram sentar para segurar minha filha pois eu estava chorando e tremendo muito. Era como respirar pela primeira vez e eu nem consigo explicar como me sentia. Ela mudou minha vida de uma forma que jamais pensei que seria possível. | ” |

### Morte do Irmão
Ronnie Radke sofreu uma perda trágica de seu irmão mais velho, Anthony James Radke, faleceu em um acidente durante seu passeio matinal em 10 de agosto de 2013. Anthony era um motociclista ávido e membro de um moto clube. Anthony deixou sua esposa, Amanda, e seus cinco filhos. Ronnie postou em seu Instagram uma foto de infância dele ao lado de seu irmão, com a legenda: "As pessoas que eu tinha como garantia se foram. Meu irmão morreu. Eu sabia que um dia isso iria acontecer porque ele era um motociclista louco. A única família que eu tinha era meu pai e meu irmão e agora ele se foi deixando cinco filhos e uma esposa para trás. O que diabos eu vou fazer agora?". Mais tarde, através do Twitter, Ronnie compartilhou uma música que ele havia escrito para seu irmão, em 2005, intitulada "The Day I Left the Womb". Ele também prestou uma homenagem a seu irmão na música "Brother" no álbum de 2015, "Just Like You".

## Problemas judiciais
Em 2006, Ronnie estava envolvido em uma briga, em Las Vegas, que resultou num tiroteio e morte fatal de Michael Cook de 18 anos. Enquanto Ronnie não atirou em Cook, ele foi indiciado sob a acusação de baderna, enquanto o homem que atirou nele foi acusado de auto-defesa. Estas acusações contra Ronnie, combinado com os problemas do passado de Ronnie com drogas e reabilitação, levou a uma pena de cinco anos de liberdade condicional. Ele não informou ao seu oficial de liberdade condicional e foi preso em junho de 2008, onde ele foi condenado a dois anos de prisão. Na época, Ronnie era o vocalista da banda Escape the Fate. Após prisão de Ronnie, ele foi expulso e substituído pelo ex-vocalista do blessthefall, Craig Mabbit. Max Green, o baixista do Escape the Fate, afirmou sobre os problemas de Ronnie com a lei que, "Primeiro, não poderia excursionar fora do país, em seguida, para fora do estado". Ronnie foi libertado da prisão em 12 de dezembro de 2010.
| “ | Eu costumava ser tão fodido em drogas. Eu estava usando heroína, Oxycontin, cocaína, tudo misturado. Eu deveria estar morto, na verdade. Eu tive uma overdose em 2005, Oxy e Xanax, que é uma combinação letal. Eu tomei três doses de vodka e eu não me lembro de tomar o Xanax. Mas quando cheguei para a cadeia, eu disse, 'Eu odeio todas as drogas' e eu fiquei longe delas. O título do álbum é uma referência para mim. Eu olhei no espelho um dia e vi a morte me olhando na cara, e percebi que eu sou a minha própria queda. As letras são eu falando sozinho, percebendo o que eu me tornei. Eu percebi que ao invés de drogas, sendo o problema, o problema real era eu e que eu poderia mudar isso. Que eu disse a mim mesmo quando eu saí, não importa como eu me sentia, eu não ia usar nenhum tipo de droga. Eu estava com medo de eu estar enganando a mim mesmo, porque eu sempre fui informado de que é o tipo de pessoa que eu sou. Mas eu ainda não pensei em drogas em ponto algum. Eu não tenho desejos nem nada. | ” |

Mais tarde teria sido preso em 6 de agosto de 2012 por abuso doméstico em sua namorada, Sally Watts. Foram agendadas três audiências, e em todas as datas, Ronnie não compareceu. Segundo o sargento Tom Lorenz, a promotoria do condado de Los Angeles emitiu o mandato de prisão depois que a namorada de Radke informou à polícia que ele havia batido nela no dia 1° de Maio. Não houve testemunhas do ocorrido e em entrevista Ronnie afirmou que tudo foi um mal entendido por ela estar chateada pois os dois haviam terminado. A ex-namorada só informou a polícia 3 semanas depois do suposto incidente, mas tarde ela admitiu que ele não tentou machucá-la. A prisão de Radke ocorreu sem nenhum incidente e ele foi liberado após o pagamento de 30 mil dólares de fiança. Após a publicação da matéria, Ronnie publicou  através do seu perfil no microblog que  nem tudo pode ser considerado verdade, pedindo para os seus fãs “não acreditarem em tudo que aparece on-line".
| “ | Eu não sou uma má pessoa, eu não bato em mulheres. Mas ninguém pode realmente ver isso, porque está tudo coberto com as tatuagens loucas, o cabelo comprido, tatuagens faciais, violência, assassinato, prisão, drogas que é de todo ruim. Mas eu não sou essa pessoa má e as pessoas não entendem isso. | ” |

Em 31 de outubro de 2012, Ronnie foi preso e foi acusado de agressão simples e agravado após um show no Six Flags Great Adventure em Jackson, NJ. Para o fim de apresentação da banda, Ronnie jogou três pedestais de microfone para a multidão e atingiu duas pessoas. Uma garota de 16 anos de idade que estava presente acabou com uma mão quebrada e um corte profundo na sua cabeça, ela foi levada para o hospital para tratamento. O outro era um homem de 24 anos de idade, que foi tratado no local. Ele pagou a fiança e foi liberado. Após este incidente, Six Flags Great Adventure anunciou uma proibição de todos os shows de metal futuros no local.

## Tatuagens
Ronnie costumava ser viciado em alcohol e drogas. Mas depois de cumprir sua pena na prisão ele afastou-se de seus vícios - exceto por um. Continua sendo viciado em tatuagens. Radke fez sua primeira, um microfone em seu braço esquerdo, após seu aniversário de 18 anos. "Eu queria ser um cantor famoso desde pequeno", diz. "O cara fez a tattoo torta, a agulha atravessou minha pele e meu braço jorrava sangue. Foi muito bizarro".
Por mais doloroso que seja, Radke não consegue se manter longe dos tatuadores. Mesmo estando na prisão, tatuou as palavras "Bang Bang" em seus dedos, um feito que o levou ao confinamento na solitária. "Não fiz outras tatuagens na prisão, mas assim que eu sai, comecei de novo." diz ele "É um vício. Eu acho. Eu tenho um monte agora. Algumas não têm nenhum significado, outras significam muito". Uma de suas tatuagens é a lágrima em seu rosto, que para os condenados, uma lágrima representa sua passagem pela prisão, diz ele que a tatuagem o lembra de não fazer nada de errado.

## Televisão
Ronnie, em 2007, apareceu no reality show LA Ink durante a primeira temporada como um cliente. A tatuagem que ele pediu era um cavalo que está sendo montado por um sapo dizendo Ahoy Butternuts!; A tatuagem é em memória de uma brincadeira que geralmente feito em um cavalo imaginário que morreu de comer pizza no lixo e sua admiração pelo sapo rene de The Muppet Show.
Em agosto de 2012 Ronnie apareceu em uma entrevista "Scuzz Meets Ronnie Radke". Foi ao ar no UK's Rock e Metal TV em estação de Scuzz TV. Ele fala de seu tempo durante Escape The Fate, prisão, vício em drogas e sua carreira dramática e a luz no fim do túnel formando o Falling In Reverse.

## Hood$ Up
Hood$ Up é uma grife de roupas criada por Ronnie Radke em 2014. A marca exibe roupas e acessórios com os tecidos mais sofisticados com looks meio gótico-street-japonês. Para criação de suas peças, Radke teve inspiração de designers como Kokon To Zai, Rick Owens e Skingraft. Ele afirma também que nunca colocaria nada na Hood$ Up que ele não usaria, e diz que a ideia foi como se a inspiração para seu álbum metal & hip-hop, Fashionably Late, se tornassem roupas. Até então foi lançado oficialmente apenas como uma loja online que atualmente detém 20 projetos em ambas as camisas e chapéus, variando de 20 á 30 dollars em preço. Haverá exposições na Warped Tour neste verão de 2014.

## Estilo musical e Influências
Radke começou com sua paixão por música aos 15 anos, ele gostava muito de cantar e tocar piano. Ele afirma que suas músicas são uma coleção de diferentes gêneros, gostos e estilos musicais. Seu estilo é principalmente classificado como post-hardcore e screamo, enquanto ocasionalmente incluindo pop punk, rap e influências do metalcore. Liricamente, de acordo com Radke, alguns dos tons da banda têm de ser, "arrogantes, [é algo] como rappers fazem principalmente". Isto porque Radke citou Eminem como uma de suas maiores influências, tanto que ele ainda incluiu uma batida feita por Eminem e Dr. Dre, durante uma avaria na faixa "Sink or Swim".
O conteúdo lírico das músicas de suas bandas é inspirado principalmente por experiências pessoais de Ronnie Radke, que incluem a sua mãe, a corrupção de Las Vegas, e seu encarceramento e libertação da prisão devido a vários desentendimentos com a lei envolvendo narcóticos e badernas relacionadas com a morte de Michael Cook. Até o momento não existem músicas sobre amor com sua banda atual, Falling in Reverse, porque Radke afirmou que, "... Eu não vou mentir ... e tentar escrever músicas sobre o quanto eu amo alguém. Tenho amor, mas haverá um monte de canções sobre o que eu passei". Radke diz em entrevista que o álbum The Drug In Me is You é uma autobiografia musical. Ele escreveu todas as músicas enquanto estava na prisão, sobre seu passado presente e futuro. O principal impulso do álbum é a vingança, redenção e renascimento, com Radke tentando renascer das cinzas de seu passado carbonizado.

## Discografia

### Álbuns
Com Escape the Fate
- Escape the Fate EP (2005)
- There's No Sympathy for the Dead (2006)
- Dying Is Your Latest Fashion (2006)
- Situations (2007)

Com Falling in Reverse
- Listen Up! EP (2009)
- The Drug in Me Is You (2011)
- Fashionably Late (2013)
- Just Like You (2015)
- Coming Home (2017)

### Singles
Solo
| Ano  | Canção                    |
| ---- | ------------------------- |
| 2013 | "The Fairweather Fans"    |
| 2013 | "What Up Earth?"          |
| 2013 | "I Wash Cars"             |
| 2013 | "Blacklist" (feat. B.Lay) |

### Participações
| Ano  | Canção                          | Álbum                          | Banda                     | Nota                     |
| ---- | ------------------------------- | ------------------------------ | ------------------------- | ------------------------ |
| 2008 | Guys Like You, Make Us Look Bad | Ao Vivo em Taste of Chaos Tour | Blessthefall              |                          |
| 2012 | The Life that You've Chosen     | The Life You've Chosen         | Survive This              | Também produtor do álbum |
| 2012 | Nobody Likes Me                 | Nine Lives                     | Deuce                     |                          |
| 2012 | Situations                      | Ao Vivo feat.Omar Espinosa     | Escape the Fate           |                          |
| 2013 | Thank You                       | TBA                            | A Smile from the Trenches | Também produtor          |

## Videografia

### Vídeoclipes
Escape the Fate
- Not Good Enough For Truth In Cliché (Demo version) (2005)
- There's No Sympathy For The dead (2006)
- Not Good Enough For Truth In Cliché (2006)
- Situations (2007)

Falling in Reverse
- The Drug In Me Is You (2011)
- I'm Not A Vampire (2011)
- Raised by Wolves (2012)
- Good Girls Bad Guys (2012)
- Alone (2013)
- Bad Girls Club (2013)
- Just Like You (2015)
- Chemical Prisoner
- Alone (2017)
- Coming Home (2017)
- Superhero (2017)
- Losing My Mind (2018)
- Losing My Life (2018)
- Drugs (2019)
- Popular Monster (2019)
- The Drug Im Me is Reimagined (2020)

Survive This
- Where I Belong (2013)

### Televisão
| Ano  | Título                   | Papel     | Notas              |
| ---- | ------------------------ | --------- | ------------------ |
| 2007 | LA Ink                   | Ele mesmo | Primeira temporada |
| 2012 | Scuzz Meets Ronnie Radke | Ele mesmo | Programa Scuzz     |

## Prêmios e indicações
| Ano  | Premiação                   | Resultado | Nomeação     | Categoria                                 | Notas  |
| ---- | --------------------------- | --------- | ------------ | ----------------------------------------- | ------ |
| 2011 | Revolver’s Mega 100th Issue | Venceu    | Ronnie Radke | 100 Greatest Living Rock Stars            | [ 71 ] |
| 2012 | Kerrang! Awards 2012        | Indicado  | Ronnie Radke | Hero of the Year                          | [ 72 ] |
| 2012 | Kerrang!                    | Venceu    | Ronnie Radke | 50 Greatest Rock Stars in the World Today | 29º    |
| 2012 | Alternative Press           | Indicado  | Ronnie Radke | Vocalist of the Year                      | 2º     |

## Ligações Externas
- Commons
- Wikiquote

- Ronnie Radke no X
- «Página oficial» (em inglês)